# Buick Model F
De Buick Model F is een wagen van het Amerikaanse automerk Buick. Het was slechts de derde productiewagen van het merk en bij de stopzetting van dit model in 1910 waren 1200 modellen verkocht.
De wagen nam in 1906 deel aan een ruim 1.600 km (duizend mijl) lange tocht van Chicago naar New York. Op het einde van de rit bleek dat enkel deze Model F de volledige tocht had afgelegd. Hierdoor verkreeg hij de bijnaam "Old Faithful".